# 부하라주
부하라주(우즈베크어: Buxoro viloyati/Бухоро вилояти)는 우즈베키스탄의 윌라야이며, 나라의 남서쪽에 위치한다. 키질쿰 사막이 주의 큰 부분을 차지하고 있다. 투르크메니스탄, 나보이 주, 카슈카다리야 주, 호레즘 주의 매우 작은 부분, 카라칼파크스탄과 접경한다. 면적은 40,300 km2이다. 2005년 자료에 따르면 인구는 외곽 지역에 사는 71%를 더하여 1,525,900명으로 집계되었다.

부하라 주는 11개 행정 지구로 나뉘어 있다. 주도는 부하라이며 2005년의 인구는 241,300명이었다. 다른 주요 도시는 알랫, 카라쿨, 갈라시야, 가즐리, 지두반(2005년 인구는 40,600명), 카간(2005년 인구는 53,500명), 로미탄, 샤피르칸, 밥켄트가 있다. 기후는 전형적인 건조한 대륙성 기후이다.
부하라 고대 도시는 세계유산이며 "살아있는 박물관"과 국제적인 관광 중심으로 유명하다. 도시 주변과 접경 지구에 수많은 역사적인 건축 기념비들이 있다.
부하라 주는 천연 가스, 석유, 흑연, 대리암, 황, 벤토나이트, 석탄, 건축용 목재를 포함하는 상당한 천연 자원을 가지고 있다. 가장 발달한 산업 활동은 정유, 목화 조면, 직물, 기타 광산업이다.
금 자수, 도예, 조판과 같은 전통적인 우즈베키스탄 수공업이 소생한 상태이다. 부하라 주는 카라쿨 양 사육과 카라쿨 가죽 생산의 중심지이다.